# Нидерланды на летних Олимпийских играх 1980

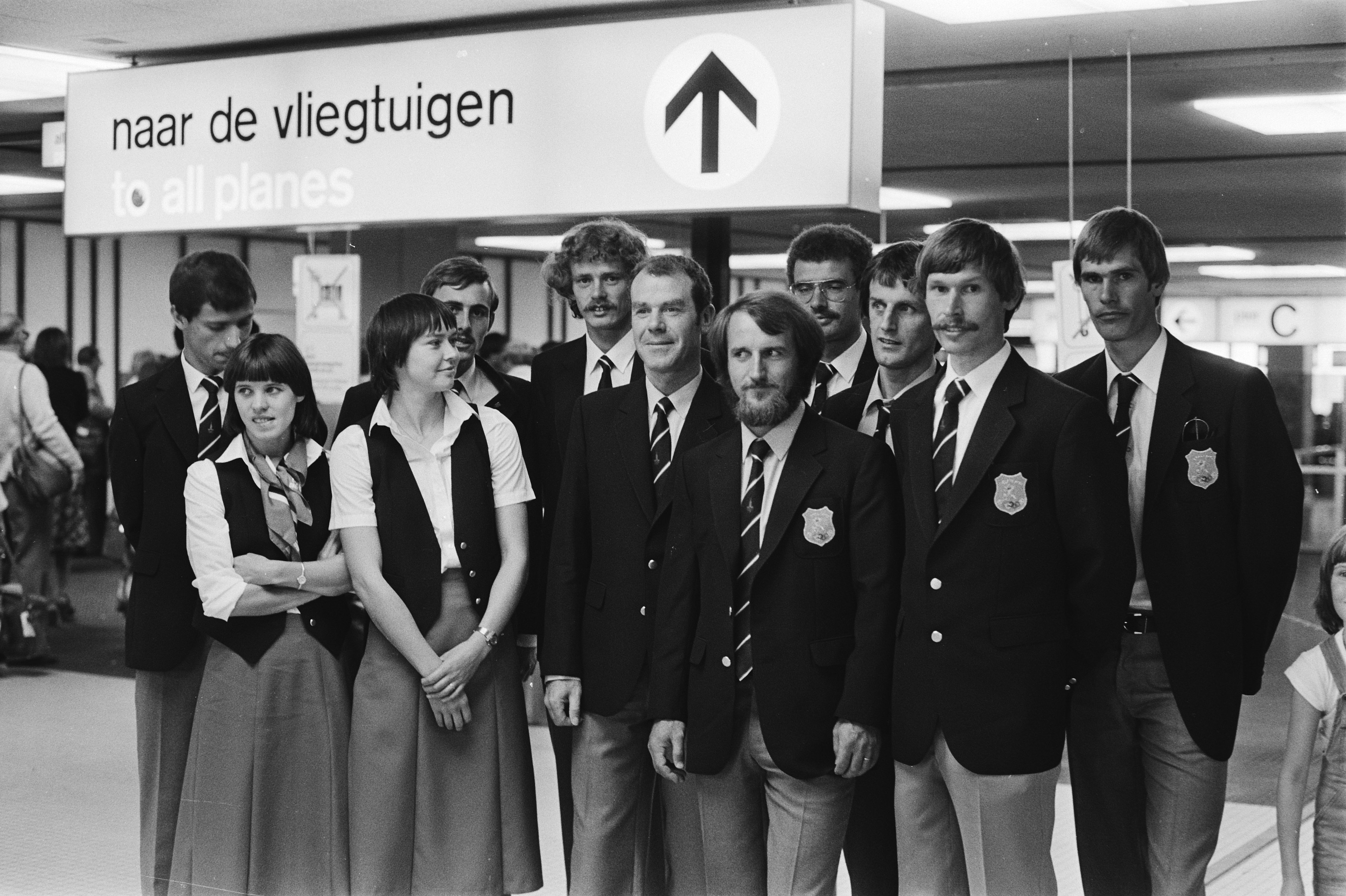
Отъезд состава олимпийской сборной по легкой атлетике из Схипхола в Москву

Нидерланды на летних Олимпийских играх 1980 заняли 30-е место в общекомандном медальном зачёте, получив 1 серебряную и 2 бронзовых медали. Нация не участвовала полноценно в бойкоте игр, инициированном США из-за ввода советских войск на территорию Афганистана, но нидерландские атлеты не принимали участия в церемонии открытия.

## Медалисты

### Серебро
| Серебро |               |                         |
| №       | Спортсмены    | Вид спорта (дисциплина) |
| 1       | Герард Нейбур | Марафон (мужчины)       |

### Бронза
| Бронза |                                                                |                                      |
| №      | Спортсмены                                                     | Вид спорта (дисциплина)              |
| 1      | Хенк Нюман                                                     | Дзюдо (мужчины, до 95 кг)            |
| 2      | Конни ван Бентум, Регги де Йонг, Аннелиз Мас, Вилма ван Велсен | Плавание (женщины, эстафета 4х100 м) |